# إستير علام
إستير علام (بالعبرية: אסתר עילם) شخصية محورية في الحركة النسوية الإسرائيلية منذ بدايتها. لقي نشاطها وكتاباتها حول النسوية والعدالة الاجتماعية تقديرًا وتكريمًا ومُنِحت الدكتوراه الفخرية من الجامعة العبرية في القدس. أسست علام الحركة النسوية في تل أبيب في عام 1971, وهي واحدة من مؤسسي المركز الإسرائيلي لمساعدة ضحايا الاعتداء الجنسي، وواحدة من مؤسسي منظمة مزراحي النسوية، وحركة أختي للنساء في إسرائيل، علام ناشطة في عدة مجالات نسوية في إسرائيل، بما فيها السياسة والثقافة والتعليم. نظمت فعاليات كبيرة في إسرائيل ضد العنف الجنسي والجنساني، كما أنها ناشطة في سبيل السلام.

## خلفيتها
ولدت إستير سابورتا في 1939 في تل أبيب لأبوين سفارديين من سالونيك اليونانية. هي الثانية بين أربعة أشقاء، أمها ميريام (نيي دي مايو) ووالدها ليون سابورتا. أشقاؤها يعكوف (1938-2014), راشيل (ولدت 1940), أليزا (ولدت 1948). في عام 1964, تزوجت زميلها في الدراسة زوهام علام وهو دكتور في علم النفس ومخترع ومؤلف ومنظم مجتمعي. حصلت على البكالوريوس في علم النفس والفلسفة من جامعة تل أبيب في عام 1972.
في عام 1980 عملت علام على أطروحة الماجستير في علم الاجتماع بجامعة تل أبيب. وكان بحثها حول القوالب النمطية الجنسانية في المجتمع. عملت قبل ذلك باحثة مساعدة مع البروفيسور دافنا إسرائيلي، فدرست «النساء القادة في عصر اليشوف». عملت أيضًا في المشروع الأكاديمي «مدن التنمية في محيط إسرائيل» (1978). في عام 2002, أتمت مرحلة الماجستير بأطروحة بحثت في إمكانية «إنشاء العلوم النسوية: الفلسفة النسوية للعلوم في ضوء التمييز على الصعيدين العام والخاص».
كانت علام أمًا لطفلين في عام 1970 عندما أدركت مدى تأثير النظام الأبوي في المجتمع الذي تعيش فيه على جميع جوانب حياتها. بدأت بعد ذلك العمل على إحداث التغيير فيما يتعلق بالأدوار التي يؤديها كلا الجنسين في المجتمع ومؤسساته، وتتابع علام عملها نحو ذلك الهدف كناشطة تعمل مع مختلف الحركات والمنظمات بالإضافة إلى عملها في الوسط الأكاديمي.

## النشاط النسوي
علام واحدة من «الأمهات المؤسسات» للحركة النسوية في إسرائيل، عام 1972 أسست أول مجموعة نسوية في تل أبيب «مجموعة تحرير المرأة» التي صارت بعد ثلاث سنوات منظمة غير ربحية باسم «الحركة النسوية في إسرائيل». ترأست المنظمة حتى عام 1992.
تضمنت أنشطتها في المنظمة إنشاء مجموعات لزيادة الوعي وقيادتها وقيادة المبادرات التعليمية والعلاقات العامة.
كتبت علام وحررت النشرة الإخبارية للمجموعة، ومثلتها كمتحدثة أمام وسائل الإعلام وأمام الجمعيات والمنظمات الأخرى وجهًا لوجه.
قسمت وقتها بين العمل التربوي بما فيه من محاضرات وتدريب طلاب المدارس الثانوية والكليات والعمل لتوسيع نطاق الخطاب النسوي ووضعه في جدول أعمال العامة. من بين المشاريع السياسية التي قادتها علام حملات لتعديل قوانين الإجهاض وتبني القانون الأساسي للمساواة في الحقوق بين الرجل والمرأة.
في عام 1975, عُيّنت علام من قبل الوزير إسحق رابين في لجنة نامير لوضع المرأة في إسرائيل. شاركت في فريقي «النساء في السياسة» و«النساء في التعليم». قُدّم التقرير النهائي إلى الوزير مناخيم بيغن في 1977. وتضمن بحث علام عن القوالب النمطية الجنسانية في مناهج طلاب المرحلة الابتدائية الذي حررته مع ميشيل بيلر.
في 1977 كانت علام إحدى مؤسسي مركز مساعدة ضحايا الاعتداء الجنسي. كانت منسقة المركز في السنوات الأربع الأولى الحساسة في تأسيس المركز، وتابعت خدمتها كمتطوعة في المركز خلال ثمانينيّات القرن الماضي، عملت على الخط الساخن، وتدريب غيرها من المتطوعين، وإعطاء محاضرات حول العنف الجنسي، ومتحدثة رسمية، ومساعدة ومرافقة للضحايا. شاركت علام في توثيق تاريخ المركز الذي بقي الوحيد من نوعه في إسرائيل، وواحدًا من مراكز قلة في العالم. فيما بعد شاركت علام في تأسيس خط ساخن لضحايا الاعتداء الجنسي من الرجال.
خلال ثمانينيات القرن الماضي، تابعت علام تأسيس المبادرات النسوية ومبادرات العدالة الاجتماعية وشاركت فيها. من 1979 حتى 1986 كانت عضوًا في مجلس إدارة حزب ميرتس السياسي برئاسة شولاميت ألوني، في بداية العقد، عملت منسقة مجتمعية في حي نفيه عوفر بجنوب تل أبيب، ولعدة سنوات كانت ضمن اللجنة التوجيهية لمنظمة شاتيل للصندوق الإسرائيلي الجديد. بين 1982 و 1987 شاركت في تأسيس وتنظيم مجموعة «نساء ضد العنف ضد المرأة» التي سعت للقضاء على الإباحية وبدأت أنشطة ميدانية مثل مسيرات "take back the night" كجزء من الحركة النسائية العالمية ضد العنف، وحملة "give a woman a ride" التي عززت سلامة المرأة في وسائل النقل. في عام 1985 نظمت أول مظاهرة في إسرائيل ضد الاغتصاب، وأول مظاهرة أمام محكمة تل أبيب ضد الحكم في قضية اغتصاب جماعي في كيبوتس شومرات. أحد إنجازات علام في تلك الفترة تأسيس مركز لتقديم المشورة للنساء، وله فروع في القدس ورمات غان، وهو أول مركز من نوعه في إسرائيل يقدم العلاج النفسي النسوي.
كانت علام عضوًا مؤسسًا في شبكة نساء إسرائيل، وهي جماعة ضغط غير حزبية هدفها تعزيز أوضاع النساء في إسرائيل عبر تعزيز المساواة من خلال عدة أساليب ومشاريع. كما أنها عضو مؤسس وعضو مجلس إدارة في تجمع المنظمات النسائية بين 1984 و 1989, وأنشأت الحرس النسائي، وهي منظمة دفاع عن النفس للنساء اللواتي يعشن في شمال تل أبيب، في عام 1985, وهو الوقت الذي كانت فيه المجموعة غير الشهيرة «مغتصبو شمال تل أبيب» نشطة.
أصبحت علام ناشطة في سبيل السلام بعد مشاركتها في المؤتمر العالمي للمرأة في نيروبي عام 1985, حيث مثلت الحركة النسوية الإسرائيلية والشبكة النسائية. في أواخر ثمانينيات القرن الماضي، نشطت علام في حركة «نساء بالأسود», ومنذ ذلك الحين باتت ناشطة في عدة مبادرات وحوارات سلام، خاصة مع النساء الفلسطينيات.
في عام 1990 أنشأت علام وشاركت في «عملية الشهود» والتي أجرتها عدة منظمات نسوية جمعت فيها شهادات من ضحايا العنف. في العام نفسه، شاركت علام في أول مجموعة إسرائيلية للتواصل اللا عنفي استنادّا إلى طريقة مارشال روزنبرغ، إضافة إلى دورات الوِساطة والندوات المشتركة التي جمعت بين الفلسطينيين واليهود الإسرائيليين.
ومن أنشطتها الأخرى في ذلك الوقت، كانت علام مؤسسة وناشطة في تحالف مكافحة الإتجار بالنساء، ومنظمة تامار للنساء في الدعارة. في أوائل تسعينيات القرن الماضي، قامت علام بالاشتراك مع عاملة بالجنس بتأسيس منظمة «نحن نستحق» والتي عملت على مساعدة النساء العاملات في الدعارة وخلق التغيير في نظرة الناس إليهن. أقامت المنظمة رحلات ميدانية وندوات ونشاطات تعليمية أخرى، ونشرت رسالة إخبارية وساهمت في أبحاث ومقالات حول الموضوع. علام أيضًا واحدة من المؤسسين لمدرسة مجتمع المرأة الملتزمة بالتعددية الثقافية. أعدت علام مراجع للأدب النسوي باللغتين العبرية والإنجليزية لهذه المؤسسة، ومنهج لدورة دراسية حول العنف ضد المرأة.
في عام 2000 شاركت علام بتأسيس حركة «أختي من أجل نساء إسرائيل» إلى جانب نسويات أخريات منهن هنرييت دهان كاليف، فيكي شيران، نتا عمار، شولا كيشت، مع التركيز على تعزيز العدالة الاجتماعية والاقتصادية والثقافية والسياسية، والنهوض بحقوق المرأة وبأوضاعها في الجماعات غير المهيمنة.
علام عضو في اللجنة التنفيذية للمنظمة وعملت في لجان توجيهية لمشاريع مختلفة ضمن الحركة، مثل «المرأة تبني ثقافة السلام»، «تطوير اقتصاد نسائي»، «دورة قيادية للمرأة»، «مكافحة الاتجار بالنساء»، «نساء يكتبن السلام»، «التجارة العادلة»، «رعاية الناشطات النسويات»، «قلبي في الائتلاف الشرقي» وغيرها.
مثلت حركة أختي في الكثير من المنتديات التنظيمية للمرأة، وفي الكنيست، وفي مختلف أطر الحقوق الإنسانية والمدنية. من أوائل إلى منتصف العقد الأول من القرن، عملت علام في مكافحة العنف الجنسي في المناهج الدراسية، ضمن برنامج نُفّذ في المدارس من قبل الخدمات النفسية في وزارة التربية.
في مايو 2013، شاركت علام في مبادرة «نساء بالأصفر» وهي جماعة من النساء قمن بدوريات في شوارع تل أبيب لتأمين سلامة النساء في تلك الأحياء الخطرة. أسست المبادرة أورتال بن دايان، كجزء من سلسلة نشاطات لحماية المرأة من العنف، بما فيها توزيع رذاذ الفلفل. في عام 2018, كانت علام ناشطة في مزراحي للرجال والنساء ضد الطرد، وكانت واحدة من المتحدثين الرئيسيين في مظاهرة حاشدة في جنوب تل أبيب ضد طرد اللاجئين الأفارقة من قبل الحكومة الإسرائيلية، في مارس 2018.

## السياسة
بين 2008 و2014 كانت علام عضوًا في الحزب السياسي البلدي إر ليكولانو «مدينة لنا جميعًا». انضمت في سبتمبر 2018 إلى قائمة ترشيح في الانتخابات البلدية باسم «نحن المدينة»، حصل الحزب على خمسة مقاعد لم تحصل علام على أي منها.

## البحث والكتابة
تضمنت أنشطة علام داخل وخارج المؤسسات الأكاديمية عناصر من الكتابة والأبحاث النسوية. شملت مواضيع في السياسة، ومنهجية البحث، وتحليل نصوص من مختلف التخصصات من منظور نسوي، والعنف الجنسي، والثقافة، وغيرها.
تنتقد علام الخطاب النسوي المهيمن الذي استُورد من الولايات المتحدة في إطار الإمبريالية الثقافية، إذ تزعم أنه خطاب يُبقي على التقسيم الطبقي بين النساء.
من المبادئ الهامة لعلام والحركة المزراحية النسوية أن النظام الأبوي ومؤسساته ليست المسؤول الوحيد عن إيلاء الرجال السلطة النسبية على المرأة، ولكن هناك أيضًا اختلافات نسبية في القوة التي تمتلكها النساء ومواردهن المتاحة، بناءً على الإثنية والطبقة والتقاطعات الأخرى في الهوية والمكانة الاجتماعية.
ضمن مساعيها الأكاديمية، عملت علام على تقديم النسوية إلى المؤسسات لتعريف الطلاب والأساتذة بها على حد سواء، تنتقد علام أكاديمية الخطاب النسوي الذي يستحوذ – وفقًا لها- على الحركة النسوية في الميدان ويساهم في إسكات أصوات النساء الأعضاء من المجموعات الهامشية اللاتي تُسمع أصواتهن بشكل أقل على الرغم من أن نشاطهن هو منبع النسوية.

## المنشورات

### الكتب
- النساء المغتصبات والاغتصاب والسلطات في إسرائيل؛ مؤسسة القدس لدراسات إسرائيل، 1995.

### فصول في كتب
التصوير الإباحي للهولوكوست، الظاهرة والدروس، في كتاب «الجسد والدم، المواد الإباحية والبغاء في إسرائيل» 2013.
تأملات في امرأة بطلة، في كتاب «العدالة الاجتماعية والجنسانية الأسطورية في المصادر اليهودية» 2011. استخدام اللغة في الهيمنة بين النساء وآثارها السياسية، في كتاب «إلى أختي، سياسات النسوية المزراحية» 2007.
إسبيرانزا، قصة قصيرة في كتاب «النسوية المزراحية» 2002.
الاغتصاب والناجيات من الاغتصاب في مجموعات خاصة في إسرائيل: تحليل ومقارنة في كتاب «الجريمة والعمل الاجتماعي: المعرفة والتدخل» 1994.
الناجيات من الاغتصاب والاغتصاب في إسرائيل في كتاب «استدعاء المساواة: المرأة في إسرائيل» 1991.
تقرير أولي عن إسرائيل، في «تبرئة حقوق المومسات» 1989.

## الجوائز والتقدير
- جائزة شبكة نساء إسرائيل الفخرية 1995.
- المواطن المتميز 2000.
- جائزة دور شالوم للمتطوعين 2001.
- دكتوراه فخرية من الجامعة العبرية في القدس 2002.
- جائزة جوينت زوسمان السنوية للعمل التطوعي مع مركز أزمات الاعتداء الجنسي 2004.
- مرشحة موصى بها لرئاسة إسرائيل في حملة لانتخاب رئيسة لإسرائيل 2006.[14]
- المواطن المتميز في بلدية تل أبيب يافا لعملها في النسوية 2011.
- جائزة شرف خاصة للمساهمة في ثقافة مزراحي تحالف «قلبي في الشرق» 2011.[15]
- جائزة رابابورت كامرأة رائدة في المجتمع الإسرائيلي 2014.